# Potamolepis pechueli
Potamolepis pechueli är en svampdjursart som beskrevs av Marshall 1883. Potamolepis pechueli ingår i släktet Potamolepis och familjen Potamolepiidae.
Artens utbredningsområde är havet utanför Kongo-Brazzaville och Kongo-Kinshasa. Inga underarter finns listade i Catalogue of Life.